# Scandinavian Institutes for Administrative Research
Scandinavian Institutes for Administrative Research (SIAR) var ett svenskt forskningsinstitut och konsultföretag som grundades av professor Eric Rhenman och fyra andra professorer vid Handelshögskolan i Stockholm 1966. Det utvecklades till att bli det ledande svenska konsultföretaget under 1970-talet och är idag del av Cap Geminis dotterbolag Gemini Consulting. 

## Historia
Från 1966 till 1971 SIAR var ett forskningsinstitut. Därefter ändrade det inriktning och organisationen utvecklades till att bli det ledande svenska konsultföretaget under 1970-talet, med tio kontor runt om i världen. Institutet etablerade en metod för organisationsutveckling, som byggde på en teoretisk grund inspirerad av amerikanska forskare som Herbert Simon, Philip Selznick och James D. Thompson. 
Enligt den av SIAR utvecklade metoden, beskrivs strategiutveckling och långsiktig planering som del i problemlösnings- och beslutsprocessen. Senare har Eric Rhenman och andra ledande forskare och konsulter vid SIAR, inspirerad av bland andra professorerna Chris Argyris och Donald Schön, bidragit till utvecklingen av teorier om organisatoriskt lärande. 
Flera framstående forskare från USA besökte SIAR, ofta genom årslånga gästforskaruppdrag. Bland dessa märks Walter F. Buckley, Alvin Zander, Larry Benningson, Larry Greiner, Jay Lorsch och Chris Argyris. Eric Rhenman var gästprofessor vid Harvard Business School 1974-76. Senare har ytterligare en av cheferna vid SIAR, Richard Normann, haft en liknande position. 
1991 slogs SIAR samman med det franska konsultbolaget Bossard, vilket gjorde det nya företaget SIAR-Bossard till en av de 30 största konsultföretagen i världen. SIAR-Bossard förvärvades av Cap Gemini 1997 och fusionerades med Cap Gemini till dotterbolaget Gemini Consulting. 

## Organisationsteori
De främsta idéerna SIAR utvecklade var
- Företagets problem uppkommer genom förändringsprocesser, särskilt i organisationens omgivning, vilka organisationen inte har kunnat anpassa sig till.
- Omvärldsförändringar kan grupperas i reversibla variationer och strukturella, permanenta förändringar.

Strukturella förändringar i miljön kräver omstrukturering av företagets organisation, medan reversibla variationer kan mötas inom befintliga organisationsstrukturer.
- De tidiga teoretiska bidragen från SIAR kan sammanfattas som "en teoretisk syn på hur företag kan hantera strukturförändringar."
- Den viktigaste uppgiften för företagsledningen är att identifiera strukturella förändringar, lösa de problem dessa medför och dra nytta av de möjligheter dessa erbjuder[4].